# Andrea Zucchi
Pour les articles homonymes, voir Zucchi.
Andrea Zucchi (Venise, 1679 — Dresde, 1740) est un peintre et graveur italien.

## Biographie
Andrea Zucchi naît à Venise le 9 janvier 1679.
Il est formé par les peintres Andrea Celesti et Pietro della Vecchia.
À partir de 1706, Zucchi s'installe à Pordenone, au nord de Venise.
Il forme ses frères cadets Carlo (d) et Francesco à la gravure et produit avec ce dernier plusieurs planches pour Verona Illustrata,.
Selon le Rijksbureau voor Kunsthistorische Documentatie, Zucchi quitte Pordenone pour Dresde, en Saxe, en 1726. En 1729, il produit une série de 13 gravures sur cuivre réalisées d'après des dessins créés par Carl Heinrich Jacob Fehling (d) en 1719 à l'occasion de la Berckwerks- oder Saturnusfestes (Fête de Berckwerk ou de Saturne), près de Dresde.
En 1736, Zucchi produit des décorations de scène de théâtre,. Il emmène avec lui son fils Lorenzo (de), qui devient graveur à la cour du roi de Saxe et grave des tableaux de la Gemäldegalerie Alte Meister avec son oncle Francesco,.
Andrea Zucchi meurt à Dresde en 1740.

## Œuvre

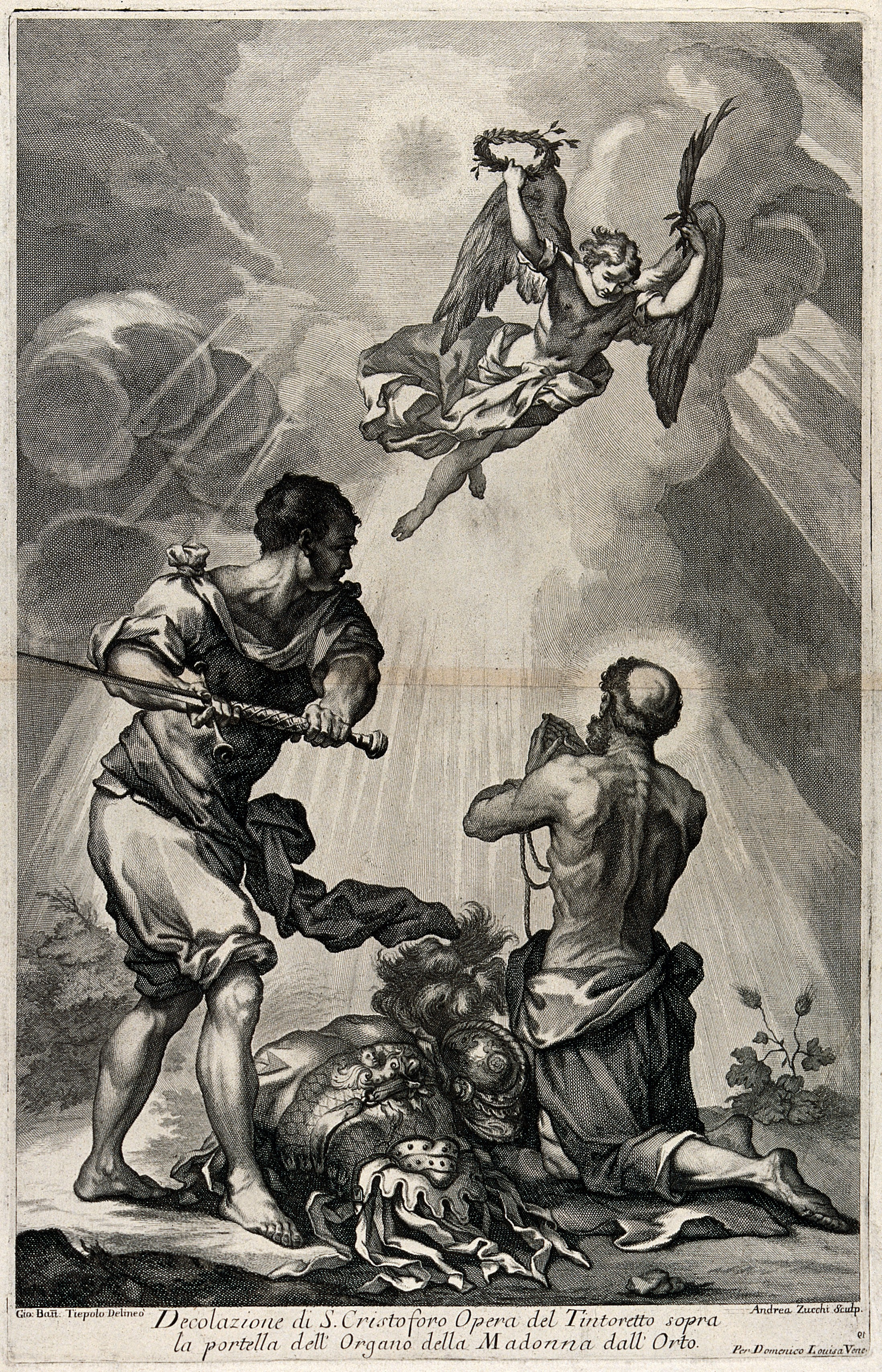
Saint Christophe, gravure d'après Giambattista Tiepolo (Wellcome Collection).

Andrea Zucchi est un peintre, graveur au burin et à l'eau-forte. Il traite surtout de sujets religieux, historiques, beaucoup desquels sont exécutés d'après les meilleurs peintres de Venise, et dessine des études de costumes,,. On connaît notamment de lui des gravures d'après Titien, Paul Véronèse, Pietro Longhi, Niccolò Bambini, Giuseppe Porta, Le Tintoret, Sebastiano Ricci et Giambattista Tiepolo.
Andrea Zucchi est surtout notable pour ses peintures de décoration de scène de théâtre,,.